# Answers.com
ویکی‌پاسخ یا Answers.com وبگاهی مرجع با بیش از ۴ میلیون مدخل، که از منابع مختلف جمع‌آوری شده‌است. بیل گراس و هنریک جونز این وبگاه را در سال ۱۹۹۶ در شرکت آیدیالب پایه‌گذاری کردند. این سایت از زبان‌های انگلیسی، فرانسوی، آلمانی، ایتالیایی، اسپانیایی و تاگالوگ پشتیبانی می‌کند. در اوت ۲۰۰۹، این وبگاه ماهانه ۵۶٫۴ میلیون بازدیدکننده از آمریکا و ۸۳ میلیون بازدیدکننده در کل جهان داشته‌است.